# Двойствено число
Двойственото число е форма на граматическото число, която показва, че съответната част на речта назовава две лица или два предмета. Много от живите езици, в това число и съвременният български език, не притежават двойствено число. Старобългарският език е имал двойствено число, но то постепенно е изчезнало с развитието на езика.

## Старобългарски език
В старобългарския език са съществували три граматически числа: единствено, двойствено и множествено. С течение на времето двойственото число е изчезнало, множественото число е поело неговата служба.
Така наречената бройна форма на съществителните в мъжки род произлиза от двойственото число и се използва вместо мн.ч., когато пред съществителното стои числително бройно или местоимение за количество:
три котарака, пет стола, няколко коня.
Според книжовната норма бройната форма в съвременния български език се употребява само за нелица. При съществителните за лица се използва обикновената форма за мн.ч., а числителното име обикновено е в мъжколична форма:
трима слепци, двама длъжници, четирима ученици.
В старобългарския език формата за дв.ч. се е използвала и за лица:
 ;
 ;
 .
Формите за двойствено число на съществителните от женски и среден род не се пазят в съвременния български език. Изключение има при няколко думи, които назовават чифтни органи:
| ед.ч. | дв.ч. | мн.ч. |
| ----- | ----- | ----- |
|       |       |       |
|       |       |       |
|       |       |       |
|       |       |       |
|       |       |       |

Поради по-честата употреба на двойствено число при тези думи то е изместило някогашната форма за мн.ч. Понастоящем в книжовния език се казва само
ръце, нозе, очи, уши;
а не
ръки, ноги, очеса, ушеса.
При някои думи се пазят като дублети двете форми:
колене и колена;
рамене и рамена;
криле и крила;
рога и рогове (старата форма за мн.ч. е роги; днес тя не се приема за книжовна; книжовната форма е с променено окончание).
При някои от тях има разлика в смисъла. Например рога се използва най-вече за животни, докато рогове може да значи музикални инструменти или съдове за вино, или съдове за барут, или зъбци на някакъв инструмент (вила, вилица).

## Старогръцки език
В съвременния гръцки език има само единствено и множествено число, но старогръцкият е притежавал и двойствено число.
Пример:
- Единствено число: ἄνθρωπος („човек“, „мъж“).
- Двойствено число: ἀνθρώπω („двама души“, „двама мъже“).
- Множествено число: ἄνθρωποι („хора“, „мъже“).

Форми за двойствено число са съществували за всички падежи в старогръцката граматика.

## Готски език
Готският е мъртъв източногермански език, известен предимно от един ранносредновековен превод на Библията. Притежавал е двойствено число, а множествено число се е използвало само за три и повече предмета или лица. Двойствено число са имали личните местоимения и глаголите, но не и имената.
Пример:
- wit („ние двамата“);
- weis („ние“ [поне трима]).

Личните местоимения в готския език са имали форми за единствено, двойствено и множествено число във всички падежи.

## Санскрит
В езика санскрит съществителните имена се менят по падеж и число. Например съществителното नर nara („мъж“) се скланя така:
| Падеж       | Ед.ч.        | Дв.ч.           | Мн.ч.          |
| ----------- | ------------ | --------------- | -------------- |
| Именителен  | नरः naraḥ     | नरौ narau        | नराः narāḥ       |
| Звателен    | नर nara      | नरौ narau        | नराः narāḥ       |
| Винителен   | नरम् naram    | नरौ narau        | नरान् narān      |
| Творителен  | नरेण nareṇa   | नराभ्याम् narābhyām | नरैः naraiḥ      |
| Дателен     | नराय narāya   | नराभ्याम् narābhyām | नरेभ्यः narebhyaḥ |
| Отделителен | नरात् narāt    | नराभ्याम् narābhyām | नरेभ्यः narebhyaḥ |
| Родителен   | नरस्य narasya | नरयोः narayoḥ     | नराणाम् narāṇām   |
| Местен      | नरे nare      | नरयोः narayoḥ     | नरेषु nareṣu     |

Глаголите в санскрит се менят по лице, число, време, наклонение и залог. Например глаголът „стоя“ се спряга в сегашно време, изявително наклонение, по следния начин:
| Лице | Ед.ч.    | Дв.ч.      | Мн.ч.     |
| ---- | -------- | ---------- | --------- |
| 1 л. | tiṣṭhāmi | tiṣṭhāvaḥ  | tiṣṭhāmaḥ |
| 2 л. | tiṣṭhasi | tiṣṭhathaḥ | tiṣṭhatha |
| 3 л. | tiṣṭhati | tiṣṭhataḥ  | tiṣṭhanti |

Сказуемото се съгласува с подлога по лице и число:
narāḥ tiṣṭhanti („мъже стоят“).
Във ведическия санскрит съществителните в двойствено число, пред които няма числително, могат да означават единство от две противоположности:
- dyāvā („небе и земя“);
- mātarā („майка и баща“).

## Словенски език
В съвременния словенски език има три граматически числа: единствено, двойствено и множествено. Всяко съществително име притежава форми за трите числа във всички падежи.
Пример: склонение на съществителното korȃk [kɔráːk] („стъпка, крачка“).
| Падеж      | Ед.ч.   | Дв.ч.    | Мн.ч.   |
| ---------- | ------- | -------- | ------- |
| Именителен | korȃk   | korȃka   | korȃki  |
| Родителен  | korȃka  | korȃkov  | korȃkov |
| Дателен    | korȃku  | korȃkoma | korȃkom |
| Винителен  | korȃk   | korȃka   | korȃke  |
| Местен     | korȃku  | korȃkih  | korȃkih |
| Творителен | korȃkom | korȃkoma | korȃki  |
| Звателен   | korȃk   | korȃka   | korȃki  |

Употребата на двойствено число е задължителна с изключение на съществителните, означаващи чифтни органи или предмети (очи, уши, устни, ръце, крака, бъбреци, панталони и др.), за които поначало се използва множествено число, освен когато говорещият иска да наблегне, че нещо важи за двете части.
Например обикновено се казва
oči me bolijo („болят ме очите“).
Но ако говорещият иска да наблегне, че и двете очи го болят, ще каже
(obe) očesi me bolita („двете очи ме болят“).
След числителното obe / oba („двете“, „двата“) двойственото число е задължително. Но числителното не е задължително, защото самата форма očesi („двете очи“) включва смисъла на числителното.

## Лужишки езици
В горнолужишкия и долнолужишкия език се пазят формите за двойствено число при имената и глаголите.
Примери от горнолужишкия език за двойствено число при имената:
- За лица:

Множествено число: Jana widźi starych nanow. („Яна вижда стари бащи.“)
Двойствено число: Jana widźi stareju nanow. („Яна вижда двама стари бащи.“)
- За нелица:

Множествено число: Jana widźi stare konje. („Яна вижда стари коне.“)
Двойствено число: Jana widźi starej konjej. („Яна вижда два стари коня.“)
Пример за разликата между двойствено и множествено число при глаголите в горнолужишкия език:
Единствено число: Wón pisa. („Той пише.“)
Двойствено число: Wonej pisatej. („Те [двама] пишат.“)
Множествено число: Woni pisaja. („Те [неколцина] пишат.“)

## Литовски език
В книжовния литовски език от средата на XX век нататък няма двойствено число (има само в някои диалекти), но то е съществувало през XVI и XVII век.
Например изразът „двама добри приятели“ в различни падежи е изглеждал така:
- dù gerù draugù (именителен и винителен падеж);
- dvı̇́em gerı̇́em draugám (дателен падеж);
- dviẽm geriẽm draugam̃ (творителен падеж).

Двойствено число в съвременния книжовен литовски език се среща само при личните местоимения. Например местоимението „ние“ в именителен падеж се мени по род и число така:
- mùdu („ние двамата“): дв.ч., м.р.;
- mùdvi („ние двете“): дв.ч., ж.р.;
- mẽs („ние“): мн.ч. за двата рода.

В художествената литература могат да се срещнат форми на двойствено число и при глаголите.

## Шотландски келтски език
Шотландският келтски език се говори в северната част на Британските острови, предимно в Шотландия. Двойствено число в този език се употребява само след числителното dà („две“), където употребата му е задължителна.
Пример:
- cù („куче“);
- dà chù („две кучета“);
- coin („кучета“).

Съществителните се делят на класове според начина на образуване на формите за различните числа.
| Клас | Ед.ч.                     | Дв.ч.                     | Мн.ч.                       |
| ---- | ------------------------- | ------------------------- | --------------------------- |
| № 1  | aon òran една песен       | dà òran две песни         | trì òrain три песни         |
| № 2  | aon uinneag един прозорец | dà uinneig два прозореца  | trì uinneagan три прозореца |
| № 3  | aon ghuth един глас       | dà ghuth два гласа        | trì guthan три гласа        |
| № 4  | aon bhàta една лодка      | dà bhàta две лодки        | trì bàtaichean три лодки    |
| № 5  | aon chara един приятел    | dà charaid двама приятели | trì càirdean трима приятели |

## Мансийски език
Мансийският език се говори в някои области в Русия. Съществителните имат три числа и шест падежа; нямат род.
Пример (в именителен падеж):
- ед.ч.: пут („котел“);
- дв.ч.: путыг („два котела“);
- мн.ч.: путэт („котли“).

Глаголите също имат форми за трите числа. Образуват се със следните окончания:
|      | Ед.ч. | Дв.ч. | Мн.ч. |
| ---- | ----- | ----- | ----- |
| 1 л. | -ум   | -ме̄н  | -в    |
| 2 л. | -ын   | -ы̄н   | -ы̄н   |
| 3 л. | —     | —     | -ыт   |

## Хантийски език
Хантийският език се говори в някои области на Русия. Езикът е аглутинативен. Отношенията между частите на изречението се изразяват чрез окончания. Например при имената:
-ӈын за двойствено число;
-(ы)т за множествено число;
-a за дателен падеж;
-ны за местен/творителен падеж.
Първо се добавя окончанието за число, а след него се слага окончанието за падеж.
Пример:
- И.п., ед.ч.: хот („къща“);
- Д.п., дв.ч.: хотӈына („на двете къщи“);
- М.п., мн.ч.: хотытны („при къщите“).

## Арабски език
Арабският език има три числа (единствено, двойствено и множествено) както при имената, така и при глаголите.
Пример за съществително име:
- ед.ч.: كِتَاب kitāb („книга“, „документ“);
- дв.ч.: كِتَابَيْن kitābayn („две книги“, „два документа“);
- мн.ч.: كُتُب kutub („книги“, „документи“).

Арабските глаголи се менят по лице, число, време, наклонение, залог и род, като някои комбинации са невъзможни. Например в сегашно време, изявително наклонение, деятелен залог, глаголите имат 13 форми.
Примерно спрежение на глагол в сегашно време, изявително наклонение, деятелен залог:
- Единствено число:
  - 1 л.: أَكْتُبُ a-ktub-u („аз пиша“);
  - 2 л.:
    - м.р.: تَكْتُبُ ta-ktub-u („ти пишеш“);
    - ж.р.: تَكْتُبِينَ ta-ktub-īna („ти пишеш“);

  - 3 л.:
    - м.р.: يَكْتُبُ ya-ktub-u („той пише“);
    - ж.р.: تَكْتُبُ ta-ktub-u („тя пише“).
- Двойствено число:
  - 2 л.: تَكْتُبَانِ ta-ktub-āni („вие двамата/двете пѝшете“);
  - 3 л.:
    - м.р.: يَكْتُبَانِ ya-ktub-āni („те двамата пишат“);
    - ж.р.: تَكْتُبَانِ ta-ktub-āni („те двете пишат“).
- Множествено число:
  - 1 л.: نَكْتُبُ na-ktub-u („ние пишем“);
  - 2 л.:
    - м.р.: تَكْتُبُونَ ta-ktub-ūna („вие пѝшете“);
    - ж.р.: تَكْتُبْنَ ta-ktub-na („вие пѝшете“);

  - 3 л.:
    - м.р.: يَكْتُبُونَ ya-ktub-ūna („те пишат“);
    - ж.р.: يَكْتُبْنَ ya-ktub-na („те пишат“).

В неофициална реч двойственото число се използва рядко.

## Акадски език
Акадският език е бил говорен в древността от асирийците и вавилонците. Притежавал е три числа (единствено, двойствено и множествено) и три падежа (именителен, винителен и родителен). Двойственото число е имало ограничена употреба, предимно при названията на чифтни органи (очи, уши и т.н.). Прилагателните имена не са били употребявани в двойствено число.
| Падеж и число     | Съществителни | Съществителни | Прилагателни | Прилагателни |
| Падеж и число     | м.р.          | ж.р.          | м.р.         | ж.р.         |
| Падеж и число     | цар           | царица        | силен        | силна        |
| ----------------- | ------------- | ------------- | ------------ | ------------ |
| Именителен, ед.ч. | šarr-um       | šarr-at-um    | dann-um      | dann-at-um   |
| Родителен, ед.ч.  | šarr-im       | šarr-at-im    | dann-im      | dann-at-im   |
| Винителен, ед.ч.  | šarr-am       | šarr-at-am    | dann-am      | dann-at-am   |
| Именителен, дв.ч. | šarr-ān       | šarr-at-ān    |              |              |
| Косвен, дв.ч.     | šarr-īn       | šarr-at-īn    |              |              |
| Именителен, мн.ч. | šarr-ū        | šarr-āt-um    | dann-ūt-um   | dann-āt-um   |
| Косвен, мн.ч.     | šarr-ī        | šarr-āt-im    | dann-ūt-im   | dann-āt-im   |

## Ескимоско-алеутски езици
В тези езици имената имат три числа: единствено, множествено и двойствено.
Пример:
iglu („къща”);
igluk („две къщи”);
iglut („къщи”, неопределено много).
Двойственото число се използва само когато двойствеността е много съществена и не е указана по друг начин в текста.